# Црква Свете Тројице у Горњем Адровцу
Црква Свете Тројице у Горњем Адровцу, општина Алексинац, је подигнута 1903. године на месту где је у српско–турском рату из 1876. године као добровољац погинуо руски пуковник Николај Николајевич Рајевски, по коме је Толстој обликовао лик Вронског у роману „Ана Карењина”. Као непокретно културно добро има статус споменика културе.

## Историјат
На месту погибије пуковника Николаја Рајевског у Горњем Адровцу његови ратни другови су првобитно подигли скроман споменик који се и данас налази испред улаза у цркву. Место за градњу цркве откупила је српска краљица Наталија. У народу је позната као шарена црква или црква љубави, руска црква, подигнута је по плановима и приложеним средствима грофице Марије Рајевске, снахе и жене његовог млађег брата Михаила.
Цркву је градио Јосиф Колар из Ниша уз труд и надзор владике нишког Никанора Ружичића, како пише на спомен плочи.

## Архитектура
Црква има основу слободног грчког крста са ниским угаоним тремовима између кракова крста, где изнад средишњег дела је масивна купола са прозорским отворима. Фасада је обложена керамичким плочицама у виду мозаика са наизменичним пољима жуте и црвене боје. Архитектонски је конципирана у традицијама руског и српског црквеног градитељства, као и фреско декорација. Унутрашњост је, према предлогу руског сликара Виктора Михаиловича Васнецова, осликао 1903. године сликар Д. Обреновић из Далмације. Поред уобичајених представа за наше цркве, овде су насликани кнез Лазар Косовски и Свети великомученик Александар Невски, док је изнад врата на западном зиду портрет пуковника Рајевског у свечаној униформи. Од композиција посебну пажњу заслужује Крштење Русије и Крунисање цара Душана у Скопљу.
Иконостас је рађен у пуном дрвету, а иконе су дело академског сликара професора Андреја Козилова из Русије.

## Галерија
Црква и порта
Иконостас и фрескопис